# CreatorWiki
CreatorWiki ist ein deutschsprachiges Onlinelexikon über Content Creator, das auf der Software MediaWiki basiert. 
Es ist unter der Domain creatorwiki.de.cool erreichbar. 
Das Projekt verfolgt das Ziel, Informationen über große und kleine YouTuber, Streamer und andere Internetkünstler in einer 
gemeinschaftlich bearbeitbaren Datenbank zu sammeln.

## Geschichte
Das Projekt wurde im Jahr 2025 ins Leben gerufen. 
Es entstand aus der Idee heraus, eine zentrale Anlaufstelle für Informationen über deutschsprachige und internationale Content Creator zu schaffen. 
Bereits kurz nach der Veröffentlichung der Website waren die grundlegenden Funktionen wie Bearbeiten, Anlegen neuer Artikel und die Diskussionsseiten verfügbar.  

## Inhalte
CreatorWiki bietet Artikel zu Content Creatorn unterschiedlicher Plattformen, insbesondere zu YouTube- und Twitch-Kanälen. 
Neben biografischen Angaben können Informationen zu Projekten, Kooperationen und Community-Aktivitäten eingetragen werden.  
Die Inhalte werden von registrierten Benutzern gemeinschaftlich gepflegt und unterliegen einer Creative-Commons-Lizenz.  

## Technische Grundlage
Das Wiki verwendet die freie Software MediaWiki, die auch bei Wikipedia eingesetzt wird.  
Zu den Standardfunktionen gehören Benutzerkonten, Versionsgeschichten, Diskussionsseiten sowie eine „Zufällige Seite“-Funktion.  

## Lizenz
Die Beiträge im CreatorWiki stehen unter der Lizenz Creative Commons Namensnennung – Nicht kommerziell – Weitergabe unter gleichen Bedingungen (CC BY-NC-SA 3.0).  